# Delphinium zuogongense
Delphinium zuogongense är en ranunkelväxtart som beskrevs av Wen Tsai Wang. Delphinium zuogongense ingår i släktet storriddarsporrar, och familjen ranunkelväxter. Inga underarter finns listade i Catalogue of Life.